# Carl Brenner
Carl Friedrich Brenner (* 28. März 1807 in Bullau; † 3. Juli 1864 in Bad Kissingen) war ein hessischer Richter und Politiker und ehemaliger Abgeordneter der 2. Kammer der Landstände des Großherzogtums Hessen.

## Familie
Carl Brenner war der Sohn des großherzoglichen Forstrates Christian Friedrich Brenner und dessen Frau Katharina Ernestine geborene Osterheld. Carl Brenner, der evangelischer Konfession war, heiratete Amalie geborene Erhard (* 1816 in Stuttgart; † 16. Oktober 1884 in Darmstadt).

## Ausbildung und Beruf
Carl Brenner studierte Rechtswissenschaften und schloss das Studium mit der Promotion ab. 1831 wurde er Akzessist am Hofgericht Darmstadt, 1837 Aktuar am Landgericht Michelstadt und 1840 dort Assessor. 1841 wurde er Landrichter in Beerfelden, 1842 Landrichter in Michelstadt und 1852 in Zwingenberg. Ab 1856 war er Hofgerichtsrat am Hofgericht Darmstadt.

## Politik
In der 17. Wahlperiode (1862–1864) war Carl Brenner Abgeordneter der zweiten Kammer der Landstände des Großherzogtums Hessen. In den Landständen vertrat er den Wahlbezirk Starkenburg 8/Erbach. Sein Nachfolger in den Ständen war Wilhelm Mühlberger.